# باب بوجلود

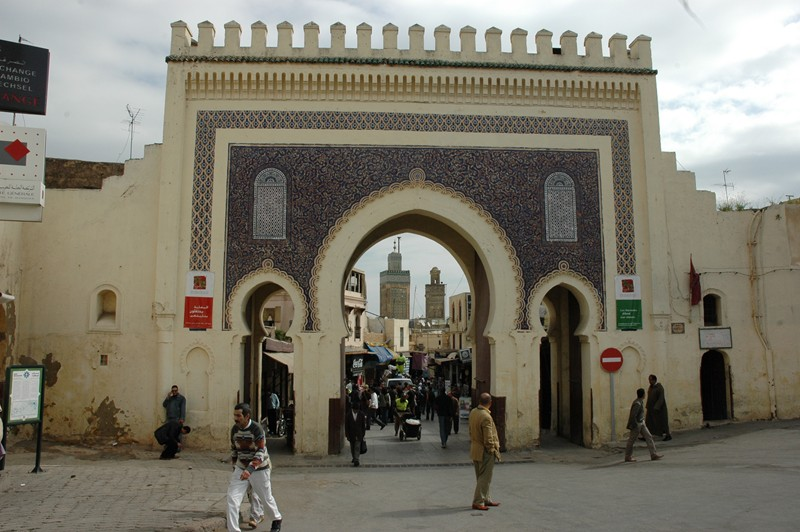
باب بو جلود من ساحة الباشا البغدادي، فاس

باب بوجلود هو أحد أهم بوابات السور المحيط بفاس القديمة، وتُعد هذه البوابة الأكثر شهرة لفاس البالي و تقع من الجهة الشمالية الغربية لفاس البالي إلى جانب ساحة الباشا البغدادي. تعد هذه الباب لذى الكثيرين المدخل الرئيسي لفاس البالي.

## التسمية
سميت بوابة باب بوجلود القديمة بهذا الاسم نسبة إلى قصبة بوجلود القريبة منها، والتي تعد إحدى القلاع الرئيسية لمدينة فاس البالي، والتي كانت تعرف في الأصل بقصبة أبي الجنود نسبة إلى ساحة العرض أو الساحة العسكرية الكبيرة حولها قبل أن يتحور الإسم ويتحول إلى ساحة بوجلود.

## الوصف
يتألف باب بوجلود من بوابة ثلاثية الأقواس تتخللها الأشكال المعمارية المغاربية، مع أقواس مدببة على شكل حدوة حصان وقمة مسننة، وقد غطيت جميع الواجهات الداخلية والخارجية ببلاط متعدد الألوان يتميز بالأرابيسك والزخارف الهندسية المغربية، مع واجهة خارجية يغلب عليها اللون الأزرق على حين يغلب على الواجهة الداخلية اللون الأخضر. تبدو البوابة الأصلية وكأنها تُفتح وتُغلق من الخارج، وربما يكون هذا مؤشرا على أن الإدارة الفرنسية استخدمتها جزئيا كوسيلة للسيطرة على حركة السكان داخل المدينة القديمة. هناك خلف البوابة ساحة صغيرة تحيط بها المتاجر والمطاعم، وتتيح الوصول إلى كل من الطلعة الكبيرة والطلعة الصغيرة، وهما الشوارع الرئيسية في المدينة المؤدية إلى القرويين وقلب المدينة. يُمكن رؤية ظلال بعض المآذن من خلال القوس الرئيسي عند الوقوف خارج البوابة، وهي تلك المآذن الموجودة في مدرسة بو عنانية ومسجد سيدي لزاز الأحدث.

## التاريخ

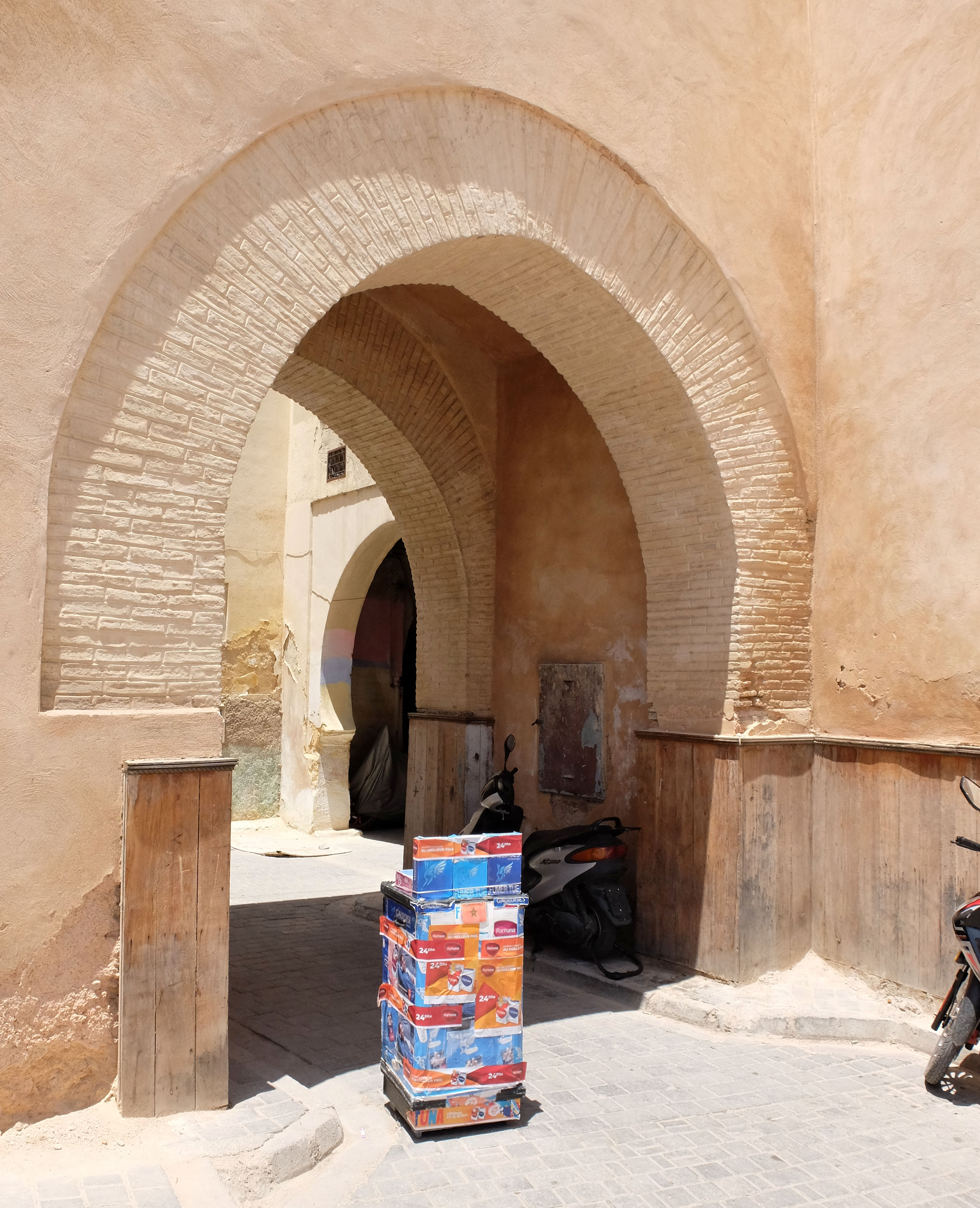
باب بوجلود الأصلي، الذي يظهر كمدخل منحني الشكل ولا يزال موجودا بجوار البوابة الأثرية لعام 1913

كانت بوابة باب بوجلود القديمة عبارة عن بوابة بسيطة ومتواضعة يعود تاريخ بناءها على الأرجح إلى القرن الثاني عشر الميلادي، وكانت تستخدم للوصول مباشرة إلى بداية شارع الطلعة الكبيرة، وهو شارع السوق الرئيسي الذي يمر عبر المدينة ويفضي إلى مسجد القرويين والجامعة في قلب المدينة. كان ممر البوابة يتقاطع مع الطلعة الكبيرة ويوازي سور المدينة، مما يعني أنه كان يسمح بالدخول بشكل جانبي إلى الطلعة الكبيرة. كان هذا النوع من التكوين شائعًا إلى حد ما في بوابات المدن المغربية القديمة، حيث يجعل من السهل الدفاع عنها والتحكم في الوصول إليها. لا تزال هذه البوابة الأصلية قائمة حتى اليوم على يسار البوابة الأثرية الحالية وفي مواجهتها من الخارج، ولكنها مغلقة.
لم تعد أسوار وتحصينات المدن القديمة مثل فاس صالحة للاستخدام كدفاعات عسكرية بشكل كبير بعد ظهور البارود والمدفعية الثقيلة، لذلك اتخذ باب بوجلود طابعا زخرفيا إلى حد كبير، وعلى الرغم من ذلك فقد كانت لا تزال فعالة وناجحة في صد هجمات القبائل الريفية التي كانت عادة ضعيفة التسليح. الدور. وبعد فرض الحماية الفرنسية على المغرب عام 1912، تولى الفرنسيون إدارة المدينة، وسرعان ما وضع رئيس الخدمات البلدية، الكابتن ميلييه، خططًا في ديسمبر عام 1912 لفتح مدخل جديد في أسوار المدينة، وفي سبيل تنفيذ تلك الخطط قامت إدارة المدينة التي يبدو أنها أرادت إنشاء مدخل أكبر للمدينة القديمة، بشراء وهدم إسطبلات وثلاثة متاجر في الموقع المختار، وهي العملية التي تطلبت مفاوضات دقيقة حيث كانت المحلات التجارية مخصصة كوقف خيري، لذا لم تبنى البوابة الجديدة سوى في عام 1913.
صممت البوابة الجديدة لمحاكاة نمط العمارة المغربية، وتمثل اليوم واحدة من أبرز معالم مدينة فاس التاريخية، ولا تزال تمثل المدخل الغربي الرئيسي للمدينة والحد الذي لا يمكن لحركة السيارات بعده العبور إلى المدينة التاريخية.